# Menfi (vino)
Menfi è un vino DOC istituito con decreto dell'01/09/97 pubblicato sulla gazzetta ufficiale del 12/09/97 n 213.
Abbraccia vini prodotti nei comuni di Menfi, Sciacca, Sambuca di Sicilia in provincia di Agrigento e
Castelvetrano in provincia di Trapani.

## I vini della DOC
- Menfi bianco
- Menfi Chardonnay
- Menfi Grecanico
- Menfi Insolia o Ansonica
- Menfi vendemmia tardiva
- Menfi Feudo dei Fiori
- Menfi rosso
- Menfi rosso riserva
- Menfi Nero d'Avola
- Menfi Sangiovese
- Menfi Cabernet Sauvignon
- Menfi Syrah
- Menfi Merlot
- Menfi Bonera
- Menfi Bonera riserva

## Tecniche di produzione
I nuovi impianti ed i reimpianti dovranno avere una densità dei ceppi di 3.000 ceppi/ettaro.
Le forme di allevamento consentite sono l'alberello e la controspalliera.
È vietata ogni pratica di forzatura. È consentita l'irrigazione di soccorso effettuata non oltre il periodo dell'invaiatura per un massimo di due interventi all'anno.
Tutte le operazioni di vinificazione debbono essere effettuate nel territorio dei comuni compresi nella DOC. L'imbottigliamento deve avvenire nel territorio dei comuni elencati nel disciplinare.